# Cafarnaum
Cafarnaum is een gemeente in de Braziliaanse deelstaat Bahia. De gemeente telt 18.314 inwoners (schatting 2009).